# Lihýř

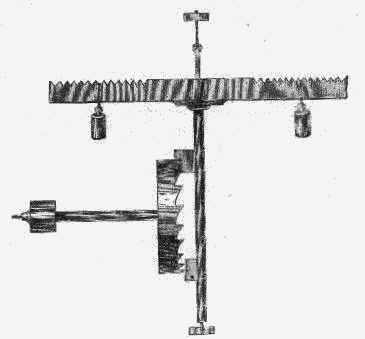
Lihýř s vřetenovým krokem

Lihýř (v překladu ze staročeštiny vahadlo) je setrvačná část regulátoru rychlosti otáčení soukolí mechanických hodin. Ve spojení s vratným krokem tvoří nedokonalý mechanický oscilátor, který hodinám zajišťuje relativně rovnoměrný chod. Lihýř sám o sobě oscilátor není, nemá vlastní direkční sílu. Doba kyvu soustavy závisí zejména na momentu setrvačnosti lihýře a na velikosti vnější budící a současně direkční síly (tahu závaží nebo hodinového péra). Kmitání je dosaženo střídáním směru působící síly. Variace čili nepravidelnost chodu lihýřových hodin činila v typickém případě až desítky minut za den a souvisí zejména s nestabilní silou přenášenou prostřednictvím soukolí a kroku.
Lihýř se již od konce 13. století používal u velkých hodin a později i u kapesních hodinek. Od druhé poloviny 17. století byl vytlačován skutečnými mechanickými oscilátory – kyvadlem a setrvačkou s vláskem. V kuriózních hodinách se užívá dodnes.
Z lihýře se přidáním částí vyvozujících direkční sílu vyvinula setrvačka. Soustava začala být schopna samostatných kmitů a stala se oscilátorem. Jako vratné síly působily nejčastěji pružiny, v první fázi například zvířecí štětiny, později vlásek nebo torzní závěs. Malou direkční sílu zkrucováním zkracovaného závěsu může působit i gravitace. Pokroku v pravidelnosti chodu hodin bylo dosaženo snižováním vlivu kroku na dobu kmitu jak cestou zkvalitnění pružin, tak prodlužováním volného pohybu setrvačníku. Úplná nezávislost na vnější síle není mechanicky dosažitelná.

## Popis
Lihýř nejčastěji tvoří vodorovná příčka otočná kolem svislé hřídele (vřetena), která prochází jeho středem. Lihýř s vřetenem je zavěšen na závěsu, vřeteno stojí na hrotu nebo je uloženo v ložiskách. Na obou koncích vodorovné příčky jsou obvykle posuvná regulační závažíčka sloužící ke změně momentu setrvačnosti a tím k regulaci chodu.

## Vřetenový krok

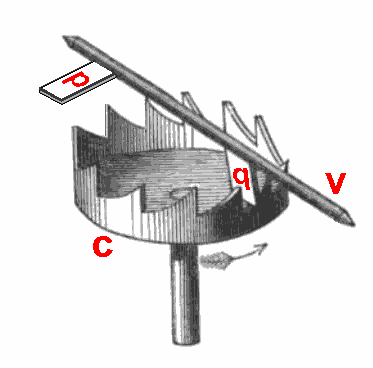
Vřetenový krok

Krok je zařízení, které na jedné straně reguluje chod stroje a na druhé dodává setrvačné části energii. Lihýřové hodiny používaly vřetenový (nebo také lopatkový) krok, který se pak objevoval i u některých kyvadlových hodin. Vřetenový krok ve spojení s lihýřem tvoří dvě lopatky čili palety, umístěné na hřídeli lihýře tak, že jejich roviny svírají úhel 90° a zasahují do krokového (stoupacího) kola. Krokové kolo vřetenového kroku má boční ozubení zvláštního tvaru, proto se mu říká také korunové kolo. Jedna z lopatek do něho zasahuje na nejvyšším, druhá na nejnižším místě. Když jedna z lopatek propustí zub stoupacího kola, to se pootočí a narazí na druhou lopatku, čímž dodá lihýři impuls. Tento děj se pravidelně opakuje. Používá se i ve variantě se dvěma krokovými koly.
Vřetenový krok je poměrně jednoduchý a robustní, takže mohl fungovat i na věži, má však řadu nedostatků. Stoupací kolo je téměř po celou dobu kyvu v doteku s jednou z lopatek, což chod výrazně ovlivňuje. Ještě horší je však to, že se jedná o krok vratný: lihýř při každém kyvu vrací stoupací kolo o kousek zpět a musí tak překonávat značný a nepravidelný odpor. Vřetenové kroky se přesto užívaly i u hrubších kyvadlových hodin a u běžných kapesních hodinek až do počátku 19. století později i ve spojení s kyvadlem a setrvačkou.